# Дем'янівка (село, Амурська область)
Дем'янівка (рос. Демьяновка) — село у Завітінському районі Амурської області Російської Федерації. Розташоване на території українського історичного та етнічного краю Зелений Клин.
Входить до складу муніципального утворення Інокентіївська сільрада. Населення становить 105 осіб (2018).

## Історія
Дем'янівка заснована у 1908 році. Назва походить від імені першого поселенця.
З 20 жовтня 1932 село року ввійшло до складу новоутвореної Амурської області.
З 1 січня 2006 року входить до складу муніципального утворення Інокентіївська сільрада.

## Населення
| 2002 | 2010 | 2012 | 2013 | 2014 | 2015 | 2016 |
| ---- | ---- | ---- | ---- | ---- | ---- | ---- |
| 180  | ↘113 | ↘108 | →108 | ↘106 | ↗107 | ↗110 |
| 2017 | 2018 |      |      |      |      |      |
| ↘105 | →105 |      |      |      |      |      |